# 古川光明
古川 光明（ふるかわ みつあき、1962年 - ）は、日本の経済学者（国際協力・アフリカ地域研究・国際関係論）。学位は博士（社会学）（一橋大学・2014年）。獨協大学経済学部国際環境経済学科。
清水建設株式会社での勤務を経て、外務省経済協力局政策課課長補佐、国際協力事業団無償資金協力部計画課課長代理、独立行政法人国際協力機構イギリス事務所所長、独立行政法人国際協力機構研究所上席研究員、独立行政法人国際協力機構南スーダン事務所所長、独立行政法人国際協力機構安全管理部部長、静岡県立大学国際関係学部教授などを歴任した。

## 来歴

### 生い立ち
1962年（昭和37年）、大阪府にて生まれた。アメリカ合衆国のノースイースト・ミズーリ州立大学に進学し、経済学部にて学んだ。1986年（昭和61年）5月、ノースイースト・ミズーリ州立大学を卒業した。また、同名の学校法人により設置・運営される法政大学においても第一経済学部の経済学科に在籍しており、1987年（昭和62年）3月に卒業した。
大学卒業後は、1987年（昭和62年）4月に清水建設に入社した。その後、外務省の所管する特殊法人である国際協力事業団に入団することになる。

### 国際協力事業団にて
国際協力事業団に入団し、1989年（昭和64年）1月より社会開発調査部の社会開発調査第二課に配属された。1991年（平成3年）8月、医療協力部の国際緊急援助隊事務局に異動した。また、国際連合の人道問題局と災害救済調整官事務所の国際災害救助アドバイザリーグループにて、アジア・太平洋地域議長に就任した。1994年（平成6年）1月、国際協力事業団の企画部にて地域第三課に配属された。
その後、長期研修のためアメリカ合衆国に渡り、1995年（平成7年）5月よりデューク大学で学んだ。デューク大学では大学院の国際開発プログラムを受講し、1997年（平成9年）5月に修了した。なお、その間、1996年（平成8年）7月から8月にかけて、世界銀行の中欧州部において農業・都市開発業務課のインターンを務めている。
国際協力事業団に復職すると、1997年（平成9年）10月にタンザニア事務所に配属された。1999年（平成11年）1月、国際協力事業団のタンザニア事務所にて次長に昇任した。2001年（平成13年）3月より、外務省に出向し経済協力局の政策課にて課長補佐を務めた。なお、援助協調班の班長も兼務した。その後、国際協力事業団に復職すると、2002年（平成14年）5月に無償資金協力部の計画課にて課長代理に就任した。なお、国際協力事業団での勤務の傍ら、2003年（平成15年）4月から2006年（平成18年）3月にかけて国際開発学会の編集委員を兼任していた。

### 国際協力機構にて
2003年（平成15年）10月、国際協力事業団は外務省の所管する独立行政法人である国際協力機構に改組されたが、引き続き勤務した。2004年（平成16年）4月には、国際協力機構の総務部にて、総合調整チームのチーム長に就任した。2005年（平成17年）8月には、国際協力機構の国際協力専門員となった。2007年（平成19年）12月、国際協力機構のイギリス事務所にて所長に就任した。2009年（平成21年）6月には、国際協力機構の設置する研究所にて上席研究員に就任した。
その後、同名の国立大学法人により設置・運営される一橋大学の大学院に進学し、社会学研究科にて学んだ。大学院生として在学中に「国際援助システムの展開とアフリカ援助行政の実態――ポスト冷戦期における『貧困削減レジーム』を中心に」と題した博士論文を執筆した。2014年（平成26年）3月、一橋大学の大学院における博士課程を修了した。それに伴い、博士（社会学）の学位を取得した。なお、2013年（平成25年）12月より、ドイツ開発研究所の客員研究員を兼任していた。
2014年（平成26年）11月、国際協力機構の南スーダン事務所にて所長に就任した。2016年（平成28年）10月には、国際協力機構の安全管理部にて部長に就任した。なお、国際協力機構での勤務の傍ら、2016年（平成28年）1月より『Development in Practice』の査読委員を兼任し、2018年（平成30年）11月より国際開発学会の編集委員を兼任している。

### 経済学者として
2019年（平成31年）4月、県と同名の公立大学法人により設置・運営される静岡県立大学に転じ、国際関係学部の教授に就任した。2024年4月より、獨協大学経済学部において、主として国際公共政策や国際開発論などの講義を担当している。

## 研究
専門は経済学であり、国際協力、アフリカ地域研究、国際関係論といった分野の研究に従事している。具体的には、平和の構築や国際援助システムなどといった国際協力に関係する研究や、南スーダンなどアフリカ大陸に対する地域研究などに取り組んでいる。
また、学術書や専門書の執筆にも取り組んでいる。2014年（平成26年）に『国際援助システムとアフリカ』を上梓したところ、その内容が高く評価され、同年12月に国際開発機構から大来賞を授与されている。国際連合難民高等弁務官事務所財務局局長などを歴任した国際公務員の滝澤三郎は、同書について「その学術的価値は、明確な問い、社会科学的な方法論と実践可能な結論の提示にある」と指摘したうえで「『貧困削減レジーム』の見直しが進むのは貧困削減レジーム自体に欠陥があるのか、それともレジームが徹底されていないためなのかという問題意識が明確」であり「ドナーと途上国政府の関係の変容過程、『援助の政治』と『実施の政治』の乖離など、『貧困削減レジーム』の実態を解明してゆく方法は見事」と評している。また、2017年（平成29年）11月には「変わりゆく世界とこれからの国際協力」と題した論文により、国際開発ジャーナル創刊50周年記念小論文コンテストの審査員特別賞が授与された。
学術団体としては、国際開発学会などに所属している。

## 略歴
- 1962年 - 大阪府にて誕生[1]。
- 1986年 - ノースイースト・ミズーリ州立大学経済学部卒業[2]。
- 1987年 - 法政大学第一経済学部卒業[2]。
- 1987年 - 清水建設入社[3]。
- 1989年 - 国際協力事業団入団。
- 1989年 - 国際協力事業団社会開発調査部社会開発調査第二課配属[3]。
- 1991年 - 国際協力事業団医療協力部国際緊急援助隊事務局配属[3]。
- 1994年 - 国際協力事業団企画部地域第三課配属[3]。
- 1997年 - デューク大学大学院国際開発プログラム修了[2]。
- 1997年 - 国際協力事業団タンザニア事務所配属[3]。
- 1999年 - 国際協力事業団タンザニア事務所次長[3]。
- 2001年 - 外務省経済協力局政策課課長補佐[3]。
- 2001年 - 外務省経済協力局政策課援助協調班班長[3]。
- 2002年 - 国際協力事業団無償資金協力部計画課課長代理[3]。
- 2003年 - 国際開発学会編集委員[4]。
- 2004年 - 国際協力機構総務部総合調整チームチーム長[3]。
- 2005年 - 国際協力機構国際協力専門員[3]。
- 2007年 - 国際協力機構イギリス事務所所長[3]。
- 2009年 - 国際協力機構研究所上席研究員[3]。
- 2013年 - ドイツ開発研究所客員研究員[4]。
- 2014年 - 一橋大学大学院社会学研究科博士課程修了[2]。
- 2014年 - 国際協力機構南スーダン事務所所長[3]。
- 2016年 - 『Development in Practice』査読委員[4]。
- 2016年 - 国際協力機構安全管理部部長[3]。
- 2018年 - 国際開発学会編集委員[4]。
- 2019年 - 静岡県立大学国際関係学部教授[3]。
- 2024年 - 獨協大学経済学部国際環境経済学科教授

## 賞歴
- 2014年 - 大来賞[12]。
- 2017年 - 国際開発ジャーナル創刊50周年記念小論文コンテスト審査員特別賞[12][14]。

## 著作

### 単著
- 古川光明著『国際援助システムとアフリカ』日本評論社、2014年。ISBN 9784535558014
- 古川光明著『スポーツを通じた平和と結束――南スーダン独立後初の全国スポーツ大会とオリンピック参加の記録』佐伯印刷出版事業部、2019年。ISBN 9784905428961
- 古川光明著『スポーツを通じた民族融和の可能性を考える-南スーダンにおける平和構築の取組み』創成社、2022年　など

### 寄稿、分担執筆、等
- 『PRSPと援助協調に関する論考』国際協力機構国際協力総合研修所調査研究第一課、2004年。
- 有田典代編著『国際交流・国際協力の実践者たち』明石書店、2006年。ISBN 4750323632
- 国際開発学会編『国際開発学事典』丸善出版、2018年。ISBN 9784621303405　など

### 註釈
1. ↑  ノースイースト・ミズーリ州立大学は、のちにトルーマン州立大学の源流の一つとなった。
2. ↑  国際協力事業団は、のちに独立行政法人国際協力機構の源流の一つとなった。
3. ↑  国際連合人道問題局は、のちに国際連合人道問題調整事務所の源流の一つとなった。
4. ↑  国際連合災害救済調整官事務所は、のちに国際連合人道問題調整事務所の源流の一つとなった。